# 屠宰場守則
《屠宰場守則》（英語：Slaughterhouse Rulez）是一部2018年英國動作恐怖喜劇片，由克里斯平·邁爾斯執導並與亨利·費茲賀伯（Henry Fitzherbert）共同撰寫劇本，其主演包括阿薩·巴特菲爾德、芬恩·柯爾、妙麗·克菲爾德、麥可·辛、尼克·佛洛斯特及賽門·佩吉。該片於2018年10月31日在英國上映。

## 劇情
故事敘述英國一間菁英寄宿學校附近的樹林因水力壓裂突然出現神秘沉洞，讓師生們為求生存而與洞中釋放的東西展開對決。

## 演員
- 阿薩·巴特菲爾德 飾 威路比·布雷克（Willoughby Blake）
- 芬恩·柯爾（英语：Finn Cole） 飾 唐·華萊士（Don Wallace）
- 妙麗·克菲爾德 飾 克萊姆希·勞倫斯（Clemsie Lawrence）
- 麥可·辛 飾 蝙蝠（The Bat）
- 尼克·佛洛斯特 飾 伍迪（Woody）
- 賽門·佩吉 飾 梅雷迪思·豪斯曼（Meredith Houseman）
- 傑米·布萊克利（英语：Jamie Blackley） 飾 尤里（Yuri）
- 瑪格‧羅比 飾 奧黛麗 (Audrey）

## 製作
2017年5月，據報導，賽門·佩吉和尼克·佛洛斯特成立了名為Stolen Picture的新製片公司，並已展開製作首部電影作品《屠宰場守則》。

## 發行
《屠宰場守則》定於2018年10月31日在英國上映。電影的首支預告片於2018年8月9日在網上釋出。

## 外部連結
- 互联网电影数据库（IMDb）上《屠宰場守則》的资料（英文）